# メグロ
メグロ（目黒、Apalopteron familiare）は、スズメ目メジロ科メグロ属に分類される鳥類。本種のみでメグロ属を形成する。

## 分布
日本（母島、向島、妹島）固有種。
模式標本の産地（模式産地）は小笠原諸島（Bonin Islands）とされているが、記載者であるハインリヒ・フォン・キットリッツ(Heinrich von Kittlitz)が訪れたのが父島だったため父島産の個体を基に記載されたと考えられている。

### 絶滅した分布域
- A. f. familiare　ムコジマメグロ

日本（父島、媒島、聟島）

## 形態
全長14センチメートル。上面は暗緑色や黄褐色、顔や下面の羽衣は黄色。体側面の羽衣は緑褐色。属名Apalopteronは「柔らかい羽毛」の意。顔の羽衣は黄色で、額にアルファベットの「T」字状に黒色斑が入る。眼の周囲は白い羽毛（アイリング）で被われるが、アイリングは眼の前後で繋がらずに途切れる。さらにその周囲に三角形状の黒い斑紋が入り、和名の由来になっている。尾羽や翼は灰黒色で、尾羽や雨覆、風切羽の外縁（羽縁）は黄緑色。
卵の殻は青く、褐色斑が入る。
- A. f. hahasima　ハハジマメグロ

わずかに大型で、黄色みが濃い。

## 分類
以前はヒヨドリ科、舌の形態や生態からミツスイ科に含まれることもあった。しかしミトコンドリアのリボソームRNAの分子系統学的解析からメジロ科に含まれると推定され、メジロ科内での近縁種はオウゴンメジロと推定されている。
- Apalopteron familiare hahasima　Yamashina, 1930　ハハジマメグロ

### 絶滅亜種
- Apalopteron familiare familiare　(Kittlitz, 1831)　ムコジマメグロ

## 生態
常緑広葉樹林や二次林に生息する。ペアで生活するが、冬季には群れを形成することもある。
食性は雑食で、昆虫、クモ、果実（ガジュマル、パパイア）、花粉などを食べる。英名honeyeaterは花粉を食べる事に由来する。樹上でも地表でも採食を行う。昆虫は林床を徘徊したり樹上にぶら下がって葉の裏にいるものを捕食するほか、木の幹の隙間にいるものを舌で捕えたりギンネムの鞘を嘴でこじ開けて中にいる獲物を捕食する。
繁殖形態は卵生。4-6月に地上1-10メートルの高さにある樹上にタコノキなどの繊維や羽毛、獣毛を組み合わせたお椀状の巣を作り、1回に2-4個の卵を産む。雌雄交代で抱卵し、抱卵期間は10-14日。

## 人間との関係
開発による生息地の破壊などにより生息数は減少している。基亜種ムコジマメグロは1930年以降の確実な発見例が無く、絶滅したと考えられている。1969年に国の天然記念物、1977年に特別天然記念物、亜種ハハジマメグロが1993年に種の保存法施行に伴い国内希少野生動植物種に指定されている。1969年における母島での生息数は3,000-4,000羽と推定されている。
- A. f. familiare　ムコジマメグロ

絶滅（環境省レッドリスト）
- A. f. hahasima　ハハジマメグロ

絶滅危惧IB類 (EN)（環境省レッドリスト）